# Список генетичних журналів

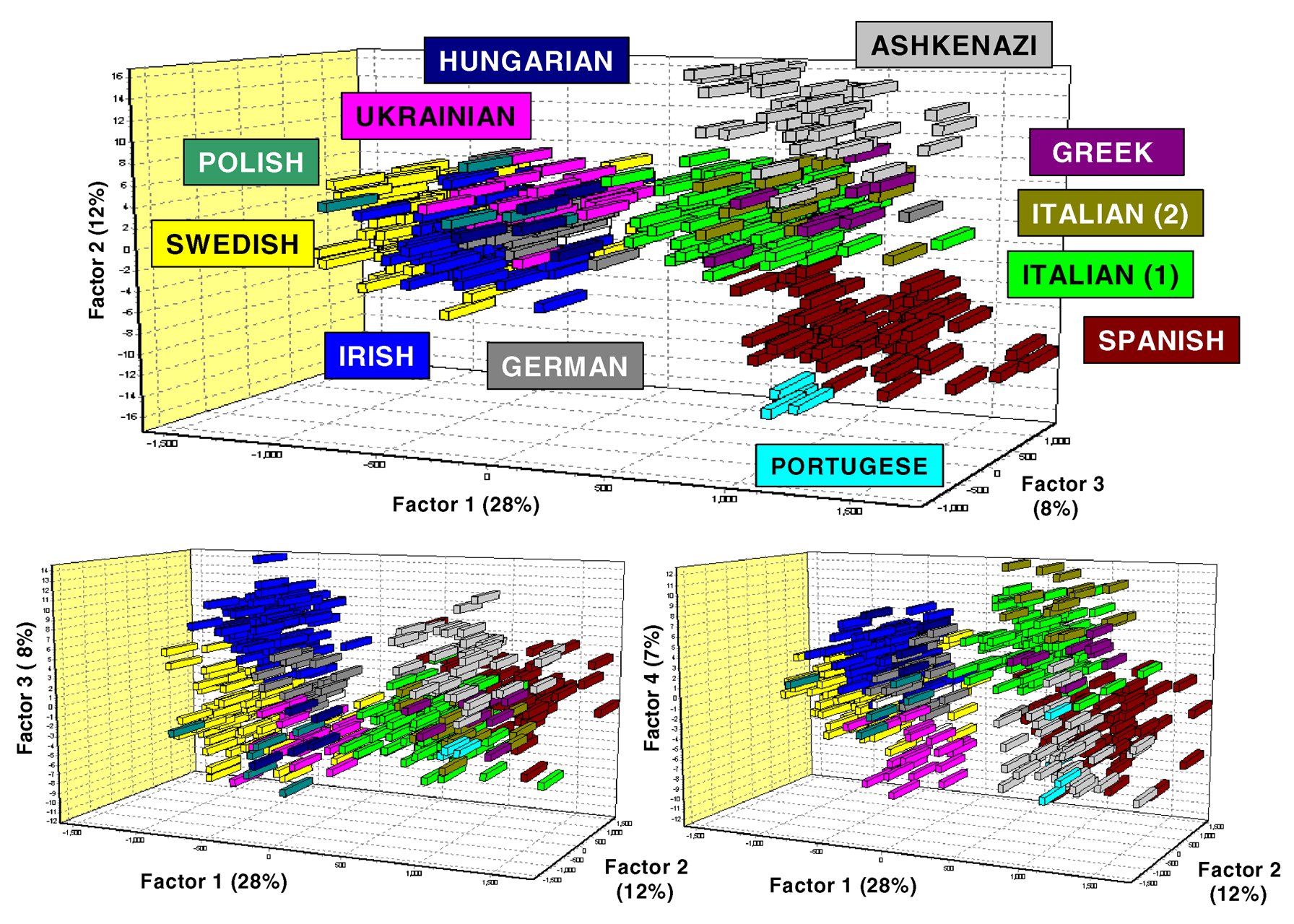
Зображення PLoS Genetics

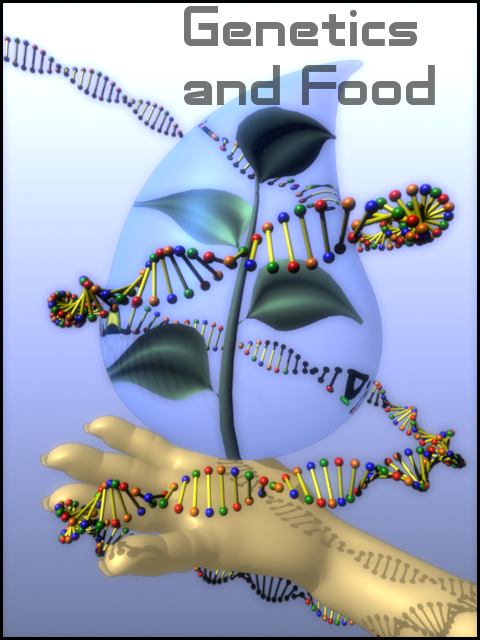

Список генетичних журналів включає журнали і інші періодичні видання, що публікують статті і монографії з генетики, розташовані за алфавітом. Див. також тут.

## Вибране
За підсумками 10 років (1997—2007) за рівнем цитування (Імпакт-фактор, Science Citation Index) до двадцятки найбільш значимих журналів в світі з категорії генетика і молекулярна біологія (з 135 врахованих і понад 270 наявних в цій галузі) входять наступні: видання:
1. Cell
2. Science
3. Nature
4. Nature Genetics
5. Nature Reviews Molecular Cell Biology
6. Genes & Development
7. Current Opinion in Cell Biology
8. Nature Cell Biology
9. Molecular Biology of the Cell
10. Journal of Cell Biology
11. EMBO Journal
12. Trends in Cell Biology
13. American Journal of Human Genetics
14. Development
15. Genome Research
16. Proceedings of the National Academy of the USA
17. Molecular and Cellular Biology
18. Human Molecular Genetics
19. Human Gene Therapy
20. Molecular Biology of the Cell

## Б
- Биотехнология, Москва. Журнал ДержНДІГенетика.

## Г
- Генетика, Москва, 1965. Журнал Російської академії наук.
- Генетика і селекція культурних рослин. Реферативний журнал ВІНІТІ
- Генетика і селекція мікроорганізмів. Реферативний журнал ВІНІТІ
- Генетика і селекція сільськогосподарських тварин. Реферативний журнал ВІНІТІ
- Генетика людини. Реферативний журнал ВІНІТІ
- Генетика. Цитологія. Реферативний журнал ВІНІТІ

## М
- Молекулярна генетика, мікробіологія і вірусологія (рос.)

## Ц
- Цитологія і генетика, Київ, 1967

## A
- American Journal of Human Genetics, США, 1948
- American Journal of Medical Genetics Part B: Neuropsychiatric Genetics, США, 1996
- Animal Genetics, Велика Британія, 1987
- Annals of Human Genetics, Велика Британія, в 1925-1954 як Annals of Eugenics
- Annual Review of Genetics (США)

## C
- Current Opinion in Genetics & Development, 1991
- Cytogenetics and Genome Research, раніше виходив під назвами Cytogenetics (1962 - 1972) і Cytogenetics and Cell Genetics (1973 - 2001).

## D
- DNA Research, видається в Токіо, Японія, 1994

## E
- European Journal of Human Genetics

## G
- Gene[en], 1976
- Genes, Brain and Behavior, 2002
- Genetics, США, 1916
- Genome Research, США,
- Genomics[en], США, 1987

## H
- Hereditas, з 1920 року видається товариством Mendelska sällskapet i Lund (Mendelian Society of Lund).
- Heredity

## I
- International Journal of Biological Sciences
- International Journal of Medical Sciences

## J
- Journal of Genetics, засновано 1910 році англійськими генетиками Уільямом Бетсоном і Reginald Punnett, зараз видається в Індії
- Journal of Heredity
- Journal of Medical Genetics

## M
- Mammalian Genome, США, 1991, журнал міжнародного товариства International Mammalian Genome Society
- Molecular Psychiatry, Велика Британія, 1997

## N
- Nature Reviews Genetics
- Nature Genetics, США, 1992

## P
- PLoS Genetics, США, 2005
- Psychiatric Genetics

## T
- Theoretical and Applied Genetics
- Trends in Genetics
- Twin Research and Human Genetics, Австралія, 1998, видається International Society for Twin Studies (ISTS).